# Alice Graf
Alice Graf, gebürtig Anneliese Graf, (* 10. Februar zwischen 1930 und 1935 in Köln-Lindenthal) ist/war eine deutsche Filmschauspielerin der 1950er-Jahre, die vor allem für die Titelrolle in dem 1956 erschienenen Heimatfilm Die Magd von Heiligenblut bekannt ist.

## Biografie
Alice Grafs zweiter Film war das Kriegsdrama Unternehmen Edelweiß. Regisseur war Heinz Paul, dem 1954 mit diesem Film ein Comeback gelang. Graf verkörperte die Norwegerin Silke Rasmussen, in dem Film, der mit dem Satz warb: „Die Tragödie eines deutschen Stoßtrupps aus dem 2. Weltkrieg im hohen Norden.“ Im darauffolgenden Jahr wirkte Graf in Hubert Marischkas Filmkomödie Laß die Sonne wieder scheinen in der Rolle der Friedel Clausen mit. Die Hauptrollen spielten Hertha Feiler, Hans Holt und die damals noch kleine Cornelia Froboess.
In dem Heimatfilmdrama Die Magd von Heiligenblut von 1956 war Alice Graf dann in der Hauptrolle der Magd Maria besetzt. Ihr Partner war Erich Auer, Regie führte Alfred Lehner. Ihre letzte Filmarbeit lieferte Graf 1957 für die DEFA ab. Die Literaturverfilmung Polonia-Express von Kurt Jung-Alsen mit Graf und Horst Schön in den Hauptrollen basiert auf den Erlebnissen des Arbeiterveteranen Otto Kühne. Graf spielte Hella Merkel, die Freundin des von Horst Schön verkörperten Protagonisten Fritz Marr.
Danach verliert sich die Spur der Schauspielerin. 1960 war sie in München 38 gemeldet und wurde von der Künstleragentur Irmgard Palz vertreten.

## Filmografie (Auswahl)
- 1953: Eine Nacht in Venedig
- 1954: Unternehmen Edelweiß
- 1955: Laß die Sonne wieder scheinen
- 1956: Die Magd von Heiligenblut
- 1957: Polonia-Express